# バーチャルコンソール
バーチャルコンソール（Virtual Console）は、任天堂のゲーム機において行われていた、かつて発売されていた一部のコンピューターゲームや、かつて設置されていた一部のアーケードゲームを購入し、遊ぶことができるサービスである。通称「VC」。バーチャルコンソールのソフトはすべてデジタル配信（ダウンロード販売）となっているため、購入するにはインターネット接続環境が必要であった。
対象となるハードはWii、ニンテンドー3DS（以下、3DS）とWii U。いずれも、現在は再ダウンロードのみ可能となっている。
Nintendo Switchでは2023年7月時点でバーチャルコンソールの配信は行われておらず、代わりに有料オンラインサービスファミリーコンピュータ Nintendo Switch Online、スーパーファミコン Nintendo Switch Online、NINTENDO 64 Nintendo Switch Online、セガ メガドライブ for Nintendo Switch Online、ゲームボーイ Nintendo Switch Online、ゲームボーイアドバンス Nintendo Switch Onlineが提供されている。

## 概要
任天堂のゲーム機は、ハードウェア面において基本的に一世代前の機種との互換性しか持ち合わせていないため、ソフトウェア（エミュレーター）を用いて仮想的（バーチャル）にゲーム機（コンソール）を再現して動作させている。本来のバージョンと違うこともある。
バーチャルコンソールでは以下のゲーム機のソフトが配信されていた。配信されていたソフトの種類はハードによって異なる。WiiではWiiショッピングチャンネル、3DSおよびWii Uではニンテンドーeショップで配信されていた。
| 対応ハード                 | Wii      | Wii U              | 3DS / 2DS                                             | New 3DS / New 2DS                                     | 備考 |        |
| 据置機                     | 据置機   | 据置機             | 据置機                                                | 据置機                                                | 据置機 | 据置機 |
| -------------------------- | -------- | ------------------ | ----------------------------------------------------- | ----------------------------------------------------- | --- | ------ |
| ファミリーコンピュータ NES | 配信終了 | 配信終了           | 配信終了                                              | 配信終了                                              | ディスクシステムを含む。 3DS / New 3DSではVCとは別に3Dクラシックスとして一部のタイトルが配信されていた。                                   |        |
| スーパーファミコン SNES    | 配信終了 | 配信終了           | 配信なし                                              | 配信終了                                              | |        |
| NINTENDO 64                | 配信終了 | 配信終了           | 配信なし                                              | 配信なし                                              | |        |
| セガ・マスターシステム     | 配信終了 | 配信終了 Wii版のみ | セガ3D復刻プロジェクトにて対応 （VCとしては配信なし） | セガ3D復刻プロジェクトにて対応 （VCとしては配信なし） | セガ・マークIIIを含む。 セガ3D復刻プロジェクトにおける対応タイトルは5本のみ。                                                              |        |
| メガドライブ Genesis       | 配信終了 | 配信終了 Wii版のみ | セガ3D復刻プロジェクトにて対応 （VCとしては配信なし） | セガ3D復刻プロジェクトにて対応 （VCとしては配信なし） | |        |
| NEOGEO                     | 配信終了 | 配信終了 Wii版のみ | 配信なし                                              | 配信なし                                              | |        |
| PCエンジン TurboGrafx-16   | 配信終了 | 配信終了           | 配信終了 （ただし、対応タイトルがごく少数）           | 配信終了 （ただし、対応タイトルがごく少数）           | Wii、Wii Uに関してはSUPER CD-ROM2を含む。 Wiiに関しては、CD-ROM2、PCエンジンスーパーグラフィックスを含む。 3DSに関しては、国内のみの配信。 |        |
| MSX                        | 配信終了 | 配信終了           | 配信なし                                              | 配信なし                                              | MSX2を含む、日本のみ配信。 |        |
| コモドール64               | 配信終了 | 配信終了 Wii版のみ | 配信なし                                              | 配信なし                                              | 北米とPAL地域限定で、2013年8月まで配信されていた。                                                                                         |        |
| アーケードゲーム           | 配信終了 | 配信終了 Wii版のみ | 配信なし                                              | 配信なし                                              | |        |
| 携帯機                     |          |                    |                                                       |                                                       | |        |
| ゲームボーイ               | 配信なし | 配信なし           | 配信終了                                              | 配信終了                                              | ゲームボーイカラーを含む。 |        |
| ゲームボーイアドバンス     | 配信なし | 配信終了           | アンバサダーのみ                                      | アンバサダーのみ                                      | New 3DS / New 2DSは3DSからアンバサダーの権利を移行させた場合のみ。                                                                         |        |
| ニンテンドーDS             | 配信なし | 配信終了           | 互換機能で対応 （VCとしては配信なし）                 | 互換機能で対応 （VCとしては配信なし）                 | 3DS / New 3DSはパッケージ版および、 ニンテンドーeショップでの購入（DSiウェア）に対応。                                                     |        |
| ゲームギア                 | 配信なし | 配信なし           | 配信終了                                              | 配信終了                                              | マスターシステム版がWiiで配信される場合もある。                                                                                            |        |

ファミリーコンピュータ用ソフトなどは複数のハードにまたがって配信されているが、同一タイトルであっても、配信ハードが異なると別ソフトの扱いになる。セーブデータはもとより購入履歴も共有することはできないため、それぞれのハードで同一タイトルをプレイするためには、すべて別個に購入する必要がある。ただし、Wii Uの場合は本体にWii版バーチャルコンソールソフトの購入履歴があれば、同一タイトルのWii U版バーチャルコンソールソフトを優待価格で購入することができる（後述を参照）。
メガドライブ、マスターシステム、ゲームギア、PCエンジン用ソフトの配信については、それぞれのハードに深く関わったメーカーであるセガならびにハドソンとの提携により実現した。MSXについては多くのMSXゲームをネット上で配信するプロジェクトEGGやi-revoを行っているD4エンタープライズが参入を表明したことにより可能となっている。NEOGEOについては、かつてNEOGEOを販売し、その後倒産してしまった会社SNK（初代法人）の版権を受け継いだSNKプレイモアが参入したことにより可能となった。ゲームボーイアドバンス用ソフトはエムツーが開発を行っており、当時の取扱説明書を電子化した復刻版をプレイ中に閲覧できる。なお、2012年からPCエンジンとMSXの管轄権がコナミデジタルエンタテインメント（KONAMI）に移行しており、前者は4月1日付を以てそれまで管轄していたハドソンを吸収合併したのに伴う措置で、後者は5月22日付で管轄していたD4エンタープライズにおける2タイトルの配信終了に伴い、同社のタイトルだけになる措置によるものだった。同社管轄ハードは社のサウンドロゴがデスクトップサウンドであり、前者は同機音源のものだが、後者はSFC音源である。

## ソフト
ソフトはインターネットを利用したダウンロード販売形式となっている。そのため、「ロムカセット」の形態で販売される中古ソフトと違って、売り切れの心配がなくいつでも購入できる。
主に旧ハードでヒットした作品、評価された作品、ハードにとって歴史的な作品を中心に、中には後年に至るまで長年の間日の目を見なかったマイナーゲームや、現在においてもクソゲーと呼ばれるようなカルト的人気を誇るもの、海外でしか発売されなかったもの、逆に日本でしか発売されなかったものが海外にも配信されているものまで幅広く配信されている。その反面、版権や肖像権などの理由により、配信がほぼ不可能とされるソフトが数多く存在し、ドラゴンクエストシリーズや実況パワフルプロ野球シリーズのようにメジャーであっても配信されていないソフトもある。また、レア社など、かつてのセカンドパーティであったゲームも、ほかの会社に移籍したことによるライセンスの問題であまり配信されていないケースもある。
基本的にソフトウェアはすべて有償である。2020年現在までに無償で随時一般配信されているソフトはないが、Wiiの「インターネットチャンネル」の無償化に伴うファミリーコンピュータ用ソフトプレゼントや「手助けポイントキャンペーン」、3DSの「アンバサダー・プログラム」「ニンテンドーネットワークID登録感謝キャンペーン」など、一部のユーザーのみを対象に無償で提供された例や、『脳を鍛える大人のDSトレーニング』のように一定期間無償で先行配信された例はある。

### 配信タイトル一覧
日本国内でバーチャルコンソールで配信されているタイトルについては以下の各項目を参照。
- Wii版バーチャルコンソールのゲームタイトル一覧 - Wiiで配信された全タイトルの一覧（配信開始日順）
- ニンテンドー3DS版バーチャルコンソールのゲームタイトル一覧 - 3DSで配信された全タイトルの一覧（配信開始日順）
- Wii U版バーチャルコンソールのゲームタイトル一覧 - Wii Uで配信された全タイトルの一覧（配信開始日順）
  - Category:バーチャルコンソール対応ソフト - 上記の3機種いずれかで配信されたタイトルのうち、ウィキペディア日本語版に記事が存在するタイトルの一覧（五十音順）。

日本国外については以下のリンクを参照。
- アメリカ地域
  - en:List of Virtual Console games for Wii (North America)
  - en:List of Virtual Console games for Nintendo 3DS (North America)
  - en:List of Virtual Console games for Wii U (North America)
- ヨーロッパ・オーストラリア地域
  - en:List of Virtual Console games for Wii (PAL region)
  - en:List of Virtual Console games for Nintendo 3DS (PAL region)
  - en:List of Virtual Console games for Wii U (PAL region)
- 韓国地域
  - en:List of Virtual Console games for Wii (South Korea)
  - en:List of Virtual Console games for Nintendo 3DS (South Korea)
- アジア地域
  - en:List of Virtual Console games for Nintendo 3DS (Taiwan and Hong Kong)

### キャラクターゲーム・タレントゲーム
旧ハードのゲームには、本来ゲームのキャラクターではない漫画・アニメ・特撮・映画などの外部版権キャラクターを起用したキャラクターゲームや、芸能人・文化人・アスリートなどの実在する著名人を起用したタレントゲームも多数含まれているが、発売から10年以上経過したことで版元の事情やライセンスの方針が大きく変わり、タレントゲームにおいては肖像権の問題で許諾を得るのが難しくなっているため、著作権・肖像権が元から製作元に属す作品もあるが、配信を開始させる際に版権元や著名人が所属する事業所より改めて許諾を得る必要があることから、あまり多く配信されていない。
2020年時点で日本国内において配信されたキャラクターゲーム・タレントゲームは以下の通り。
- 『高橋名人の冒険島』シリーズ - 発売当時ハドソンに所属していたタレント社員である高橋名人とタイアップしたタレントゲームで、自身をモチーフとしたキャラクターを主人公にした作品[注 11]。
- 『トランスフォーマー コンボイの謎』 - 玩具を原作としたテレビアニメ『戦え!超ロボット生命体 トランスフォーマー』を原作とする作品。配信元による自社版権。
- 『ZOIDS 黙示録』、『ゾイド伝説』 - 玩具シリーズ『ゾイド』を原作とする作品。配信元による自社版権。
- 『北斗の拳』（セガ・マークIII版）、『北斗の拳　新世紀末救世主伝説』 - 漫画を原作としたテレビアニメ『世紀末救世主伝説 北斗の拳』を原作とする作品。
- 『激亀忍者伝』 - 漫画『ティーンエイジ・ミュータント・ニンジャ・タートルズ』を原作とする作品[注 12]。
- 『たけしの挑戦状』 - ビートたけしをモデルにしたキャラクターが登場し、たけし本人が監修した作品。
- 『SDガンダムワールド ガチャポン戦士 スクランブルウォーズ』、『SDガンダムワールド ガチャポン戦士2 カプセル戦記』 - アニメ『ガンダムシリーズ』内のサブシリーズ『SDガンダム』を原作とする作品[注 13]。
- 『脳を鍛える大人のDSトレーニング』 - 川島隆太をモデルにしたキャラクターが登場し、川島本人が問題を監修した作品。

### ソフトの再現度
バーチャルコンソールのソフトは前述の通り、ハードウェアのエミュレーションにより、対象のハードウェアの動作を忠実に再現したものであり、本体のシステムに影響を及ぼしたり、プレイに支障をきたしたりするような大きなバグを除き、実機で可能だった裏技や、バグも再現できる場合が多い。移植ではないため、すでにリメイクなどが行われていても、再現の対象と同じ動作になる反面、エミュレーションの精度によって音飛びなど、本来の実機とは異なる動作になるソフトウェアも存在する。特に入力遅延は1フレーム - 数フレームほど必ず発生する。また、日本地域のバーチャルコンソールには、『悪魔城伝説』などのようなファミコンでしか使用できなかったミキサーによる拡張音源の出力にも対応しているが、実機とは異なり拡張音源側の音量が若干大きい場合などがある。
なお、さまざまな事情により以下のように動作や表記が変更されたソフトが存在する。
点滅表現・明度などの変更
- ポケモンショック（1997年12月16日）以前は、アニメ・コンピュータゲームの画面における点滅の表現に対し、特に明確な規制は敷かれていなかったが、同事件を機にアニメ・ゲームで使用される画面の点滅が厳しく規制されるようになったことから該当箇所が変更されている。
  - ファミコンで使用できる内蔵色は原色が中心で発光性が強いため、ゲーム全編において明度が下げられている。
  - NINTENDO 64の場合、意図的にエフェクトおよびテクスチャの改変が施されている（『スターフォックス64』・『F-ZERO X』・『ゼルダの伝説 ムジュラの仮面』など[注 16]）。例として後述する。
    - 一部エフェクトが黒くなっている。あるいは半透明になっているものもある。（『スターフォックス64』・『ゼルダの伝説 ムジュラの仮面』・『カスタムロボV2』）
    - 点滅表現そのものが変更されている（『マリオカート64』）。または削除されている（『ポケモンスナップ』）。
    - 床のテクスチャが暗くなっている（『F-ZERO X』・『マリオテニス64』）。
    - 鮮やかな赤といったオブジェクトの色合いが問答無用で黒く変更されている。（『ニンテンドウオールスター!大乱闘スマッシュブラザーズ』）

  - 『チャレンジャー』では、シーン1におけるバル（雷雲のキャラクター）登場時の黒と赤を使った空の色の点滅が黒一色の点滅に変更されている（ニンテンドー3DS版のみ）。
  - 『北斗の拳』では、ラスボスを倒した際の点滅表現が削除されている。
  - 『スーパーマリオブラザーズ3』では、砦などのボスがいるコースのクリア時と爆発のフラッシュの点滅表現が1色に変更されている。
  - 『スーパーマリオUSA』では爆発時のフラッシュがスロー化されている。
  - 『スターラスター』でのゲームオーバー時のビッグバンが起こるシーンなど、激しい点滅があまりにも長い場合は、該当箇所が削除されることもある。
  - 『ソルバルウ』ではスタートの出動シーンやダメージを受けたときのシーンのフラッシュが削除されている。
  - 『星のカービィ 夢の泉の物語』・『星のカービィ スーパーデラックス』では、ボスの撃破時と爆発時の点滅表現が画面の後ろに見えるような半透明に変更されている。

差別用語などの修正
- 当時は問題なく使われていたが、時代の流れによる倫理の変化に伴い、問題が発生した言葉や差別用語となった言葉などは修正されている。
  - 『ふぁみこんむかし話 新・鬼ヶ島』では「ひどいぶすです」が「おどろきです」、「じょしだいせいねずみ」が「じょしこうせいねずみ」に変更。
  - 『たけしの挑戦状』では「どじんのいえ」が「げんちのいえ」に変更[注 17]。
  - 『ソーサリアン』では「かんごふ」が「ナース」に、「こじき」が「むしょく」に変更。
  - 『ファイナルファンタジーII』では「もうもく」が「くらやみ」に変更。
  - 『超絶倫人ベラボーマン』では「コバタ」が「タバタ」に変更[注 18]。
  - 『サラダの国のトマト姫』では「ふろうしゃ」が「なまけもの」に変更。
  - 『MOTHER』・『MOTHER2 ギーグの逆襲』では一部のグラフィックと台詞がMOTHER1+2に近い仕様に変更[注 19]。
  - 『ストライダー飛竜』ではステージ1の背景にあったモスク形の建物が別の形状のものに変更。
  - 『忍者龍剣伝（AC版）』ではステージ4・6の絨毯に描かれていた六芒星が削除されている。
  - 『ワンダーボーイ モンスターランド』では「赤十字」のマークが「H」に、『アドベンチャーアイランド』ではナースがかぶっている帽子のマークが「ハート」に、『もえろツインビー シナモン博士を救え!』ではお助けカーのマークが「ハート」に変更[注 20]。
  - 『ポケモンスナップ』・『ポケモンカードGB』・『ポケットモンスター 金・銀』・『ポケットモンスター クリスタル』では「ルージュラ」の肌の色を、『ポケットモンスター ファイアレッド・リーフグリーン』以降と同じ紫に変更。
  - 『スーパーマリオブラザーズデラックス』では、通信プレイが対応していないことで、おみくじの結果の中で、通信対戦に関する文章が、別の内容の文章に差し替えられている。

移植元ハード固有の機能の代替
- ファミコンのマイク機能が別のボタンを押下する形で機能を代替したり、ディスク入れ替えの省略や読み込み速度の高速化により快適にプレイできるよう調節されている。逆に代替機能を搭載していないため、実機では可能だったがバーチャルコンソール版では使えなくなった機能もある。
  - ファミコンディスクシステムのゲームはディスクの読み込み時間が軽減され、A面とB面の入れ替えや前後編2枚組のタイトルが一作に統合されている。
  - ファミコンのマイク機能を使用する『たけしの挑戦状』では、マイクで歌う部分がWiiリモコンのBボタンで操作する仕様に変更されている[注 21]。
  - PCエンジンのCD-ROM2タイトルのCD-DA部分はそのままでは容量が大きすぎるため、配信向けに音声圧縮によってソフト容量を圧縮する形で収録され、読み込み時間も軽減されている。また、初代のCD-ROM2タイトルであってもSUPER CD-ROM2タイトルに対応したシステムカードのスーパーシステムカード Ver3.0が使われている。
  - 『アトラス』はアーケードカード対応モードとなり、バーチャルコンソール版はマウス非対応のため、マウス切り替えボタンが操作に割り振られていない。
  - 『アレックスキッドのミラクルワールド』では、攻撃とジャンプのボタン操作が変更されている。
  - メガドライブの『ソニック&ナックルズ』ではロックオンシステムを再現するため、すでにソニック1、2、3のどれかをダウンロードしている場合、メニュー画面でロックオンシステムを使用することができ、ロックオンシステムでのみプレイ可能な『ブルースフィア』、『ナックルズインソニック2』、『ソニック3&ナックルズ』の3本のゲームが追加される。
  - 『MSX版沙羅曼蛇』では、最終ステージに進むために『グラディウス2』のROMカセットを同時に挿している必要があり、これがないと真のエンディングを見ることができなかったが、バーチャルコンソール版では単体でも真のエンディングまで進められるようになっている。なおエンディングのあと2周目以降を遊ぶためにはキーボードで「Y」を入力する必要があり、別途Wiiに対応するUSBキーボードが必要となる。
  - 3DS版バーチャルコンソールのゲームボーイ・ゲームボーイカラー用ソフトのうち、『ポケモンカードGB』や『真・女神転生 デビルチルドレン 黒の書・赤の書』といった収集要素をすべて満たすために通信プレイが必須だったソフトは、必然的に全種類を入手することが不可能になっている。
    - 類似の例として『ゼルダの伝説 ふしぎの木の実』ではゲームボーイアドバンスで起動した場合のみ入れる店があったが、バーチャルコンソール版ではゲームボーイカラーでプレイした際の状況を再現しているため、該当の店でのみ購入できる指輪が手に入らず、バーチャルコンソール版だけでは指輪を全種類入手できなくなっている[注 22]。
    - 『ポケットモンスター ピカチュウ』ではNINTENDO 64の『ポケモンスタジアムシリーズ』と連動して、19ばんすいどうの施設でプレイ可能なミニゲームの「ピカチュウのサマービーチ」を、最初に手に入るピカチュウ（ピカチュウバージョン以外のピカチュウは無効）を連れて行くだけで無条件でプレイできる。
    - 『ポケットモンスター クリスタル』ではモバイルアダプタGBを用いた通信機能は対応されていないが、この中でセレビィを入手可能なイベントのみ、モバイルアダプタGB無しで行えるようになっている。行うためには殿堂入りをして、エンディングを迎える必要がある。

  - 一方、Wii U版バーチャルコンソールのゲームボーイアドバンス用ソフト及びニンテンドーDS用ソフトでは、一部のソフトにおいて周辺機器による通信要素の代替機能が搭載されている。
    - 『ロックマンエグゼシリーズ』の『バトルネットワーク ロックマンエグゼ2』以降では、メニュー内の「つうしん」を選択することで、過去のイベントや通信プレイ限定で入手可能だったチップを入手できるようになっている。
    - 『ロックマンエグゼ4』では、タイトル画面でコマンド入力（十字ボタン左、Lボタン、スタートボタンの順で入力）を行うことで、改造カードを使用しないと出現しない隠しナビの「フォルテXX」が出現するようになる。ただし、リセットしたりゲームを終了すると出現しなくなり、再度出現するためには同じ方法で行う必要がある。
    - 『ロックマンエグゼ4.5 リアルオペレーション』では、ナビセレクト画面でLボタンとRボタンを同時に入力すると、周辺機器のバトルチップゲートとナビデータチップを使うことでのみ出現できたナビを8体使用できるようになっている。
    - 『ロックマンエグゼ5』では、「つうしん」を選ぶと、改造カードを使用しないと変身できない「フォルテクロスマックマン」が使えるようになる。
    - 『ロックマンエグゼ6』では、「つうしん」を選ぶと、改造カードを使用しないと出現しない特別な依頼イベントが追加される。依頼の中にはゲームの進行に及ぼすものがあるため、最後に行うことが推奨されている。
    - 『スーパーマリオアドバンス4』では、カードe+の全追加ステージのみが最初から解放されている。
    - 『おいでよ どうぶつの森』では、通信機能なしで、「たぬきち商店」を「たぬきちデパート」へ変えることができる。
    - 『ファイアーエムブレム 新・暗黒竜と光の剣』では、Wi-Fi通信機能なしで、オンラインショップの利用が可能になり、時間帯によって品揃えが変わるようになっている。

  - 『ダックハント』・『ホーガンズアレイ』・『ワイルドガンマン』・『マッド・シティ』では、Wiiリモコンの赤外線に合わせた照準カーソルが追加されている（設定からオフにすることもできる）。
  - 一部の地域におけるバーチャルコンソールの一部のソフトでは、『へべれけ』のような一部の地域に発売されていないゲームを未発売の地域に配信される際、当時の発売元のテレビ方式をその地域に合ったものに変換されている[注 23]。

権利上の問題などによる変更
- ライセンスの契約上の問題により、当時タイアップ関係にあった特定の企業名や商標名が削除され、中にはほかのものに置き換えられているケースもある。
  - 『ジョイメカファイト』における雑誌『ファミコン通信』（現『ファミ通』）の広告が削除されている。
  - 『ウエーブレース64』では川崎重工業およびファンタの広告がWiiとニンテンドーDSに変更[注 24]。
  - 『燃えろ!!プロ野球』では、チーム名の変更はないが、肖像権の兼ね合いにより、選手名が『燃えろ!!ジャレココレクション』（GBA）のものと同じ架空のものに変更。
  - 『ダウンタウン熱血物語』では商店街の屋根に書かれていた電話番号[注 25]が削除されている。
  - 『ボンジャック（AC版）』ではゲーム中のBGMがJASRACが管理する楽曲からファミコンオリジナルの『マイティボンジャック』で使われたBGMをアレンジしたものに変更。
  - 『忍者龍剣伝（AC版）』ではボスBGMの1つでブラック・サバスの「アイアン・マン」が使用されていたが、ボス戦でもステージ道中のBGMを流し続ける形で削除されている。
  - 『メタルギア2 ソリッドスネーク』では『メタルギアソリッド3 サブシスタンス』に収録されているバージョンをベースとしているため、実在の俳優をモデルとしていたスネークたちの顔がPS2版のものに差し替えられ、一部アイテム説明文もPS2版と同じ文面に変更。
  - 『忍 -SHINOBI-』ではスパイダーマンをモデルとした敵キャラクターが登場していたが、肖像権の兼ね合いにより、色変更による別キャラクター化が行われている（緑一色に変更）。また、ステージの背景に存在していたアンディ・ウォーホルのイラストも同様の理由で削除されている。
  - メガドライブの『ザ・スーパー忍』（2回目の修正版以降）ではセガ自体から発売されたスパイダーマンのメガドライブ版との抱き合わせ契約により、スパイダーマンそのものが敵キャラクターとして登場していたが、すでにセガとマーベル社との契約が失効したため、色変更による別キャラクター化が行われている（ピンク一色に変更）。オープニングムービーに登場した千葉真一をモチーフとした顔グラフィックもバーチャルコンソール版から変更。
  - 『バベルの塔』では、タイトル画面のロゴが、「BABEL」から「THE TOWER OF BABEL」に変更。

メーカー（権利者）と著作権表記の変更
- 配信するにあたり、タイトル画面などで表示される著作権者（権利者）は、基本的に発売当時の社名でクレジットされている[注 26]が、メーカーの倒産・合併・経営統合・著作権（版権）の譲渡や事業の再編などにより、配信時と異なる社名になっているのもあるため、一部のタイトルで著作権表記が変更されているのもある。
  - バンダイナムコエンターテインメント（ナムコ）から発売されたアーケードゲームでは、タイトル画面の著作権表記が「© （稼働年）NAMCO」からナムコミュージアム版と同じフォーマットの「© （稼働年） 20xx NBGI namco」のように変更されている。
  - 『ゼルダの伝説』・『リンクの冒険』はWii・Wii U版ではゲームキューブ用の非売品ソフト『ゼルダコレクション』に収録されているバージョンをベースにしているため、タイトル画面の西暦表記が「1986」（ゼルダ）、「1987」（リンク）からそれぞれ「1986-2004」「1987-2004」へと変更されている。
  - 『ボコスカウォーズ』・『メタルマックスシリーズ』のタイトル画面では当時の著作権表記が現在の権利者と「ENTERBRAIN.INC.」に変更されている。
  - 『シャドウゲイト』のタイトル画面では当時の開発元であった「ICOM SIMULATIONS, INC.」から「Zojoi LLC.」に変更されている。

新機能の追加
- 本体機能を活かした新しい機能が追加されている。以下はWii版バーチャルコンソールソフトの例。
  - 『レッキングクルー』のデザインモードの作成操作における便利機能。
  - 『ポケモンスナップ』で撮った写真をWii伝言板で貼り付ける機能。
  - 『ファミコンウォーズ』・『SDガンダムワールド ガチャポン戦士 スクランブルウォーズ』ではWiiリモコンのAボタンを押している間、コンピュータの思考時間や音声を含むすべての動作を早くする「加速モード」の追加。
  - 『弁慶外伝』ではメッセージ調整機能の追加。
  - 『グラディウスII（FC版）』では画面の表示サイズ切り替え機能の追加。
  - 『がんばれゴエモン 黒船党の謎』ではボタン連打を行うボスミニゲームで、難易度を下げるために連射機能が追加されている。
  - 『ぷよぷよ』（アーケード版）・『ぷよぷよ通』（アーケード版）・『スーパーストリートファイターII』（メガドライブ版）にはWi-Fi対戦機能が追加されている[注 27]。

### CERO審査
バーチャルコンソールでダウンロードできるソフトは、ゲームボーイ用ソフトとゲームボーイアドバンス用ソフト、ニンテンドーDS用ソフトの一部を除いていずれもCERO（コンピュータエンターテインメントレーティング機構）発足前に発売されたソフトであるが、配信時にすべてのソフトが改めて審査を受けている。
- CERO：B（12才以上対象）
- CERO：C（15才以上対象）
- CERO：D（17才以上対象）

その他のソフトはすべてCERO：A（全年齢対象）となっており、2021年現在、CERO：Z（18才以上のみ対象）やCERO：教育・データベース区分のソフトは配信されていない。

## Wii版バーチャルコンソール

Wii版バーチャルコンソールのロゴ

最初にバーチャルコンソールが始まったWiiでは、本体発売（日本では2006年12月2日）と同時にシステム開始。その後、2007年9月18日よりNEOGEO用ソフトが、2008年2月26日よりマスターシステム用ソフトが、2008年5月27日よりMSX用ソフトが、2009年3月26日よりアーケードゲームが新たにラインナップに加わった。2007年10月10日に開催された「任天堂カンファレス 2007.秋」において、全世界での総ダウンロード数が780万に達していると発表された。
新しいソフトは1か月に数回程度追加され、基本的に新しいソフトは一部例外を除き火曜日に配信された。同様に配信予定日も一部の例外を除き、基本的に金曜日に発表され、そのうち、新しいソフトはその月の最終週の金曜日に発表された。
2019年1月31日をもってWiiショッピングチャンネルがサービス終了。これにより、現在はすでにWii版バーチャルコンソール用ソフトの新規購入はできなくなっている（将来的には購入済ソフトの再ダウンロードも不可能になる）。また、購入に必要なWiiポイントのチャージは、これに先駆けて2018年3月27日より不可能になった。
Wii U本体でも「Wiiメニュー」を選ぶことで、Wiiのバーチャルコンソールがプレイ可能であるが、操作はWiiリモコンおよび拡張コントローラに限定される。
『大乱闘スマッシュブラザーズX』には、時間制限つきの体験版として一部のソフトが収録されている。
任天堂の据置型ゲーム機で「ゲームソフトを配信する」というシステムは、過去にもスーパーファミコンの周辺機器であるサテラビューがあった。

### ハードごとの特徴・制限
NINTENDO64用のソフトの中には、「振動パック対応」「コントローラパック対応」「64GBパック対応」の表示が含まれている場合があるが、いずれも対応していない。マリオストーリーなど、一部のNINTENDO64用のソフトの中にはHOMEメニューを起動して閉じると読み込みが起こるソフトがある。
スーパーファミコン、メガドライブ、PCエンジン用ソフトには5人プレイ可能な作品もあるが、Wiiリモコンは4つまでしか接続できないため、不足分は別途ゲームキューブ（GC）用コントローラが必要になる（必要なGC用コントローラの数 = 5 - 接続しているWiiリモコンの数）。なお、Wii UにはGC用コントローラの差込口がないため、ゲームパッドとWiiリモコン４つで５人プレイをすることになる。
PCエンジンCD-ROM2ソフトの一部は、メモリーの制限により移植が難しく、日本ファルコムはイース4の配信が困難であることをTwitterで発言している。
データレコーダー（ファミコン）、バックアップユニット（PCエンジン）対応ソフトは、周辺機器を用いることなくWii本体にデータ保存が可能となっている。
MSX用ソフトのすべてはUSBキーボードに対応しており、キーボードでゲームを遊ぶことができる。

### 解像度・走査方式・アスペクト比
画面の解像度はWii本体設定の「プログレッシブ」内の設定（インターレースかプログレッシブ）によって異なる。ただし、NEOGEOのタイトルはプログレッシブ方式による出力に対応していないため、「インターレース」に設定されている場合を参照。
「インターレース」に設定されている場合の解像度・走査方式
バーチャルコンソールアーケード以外のソフトはオリジナル版（実機）と同じ解像度で出力される。
バーチャルコンソールアーケードのソフトはすべて720x480で出力され、さらにオプションでゲーム画面部分の大きさ・向きなどを変更することが可能。
ファミリーコンピュータやスーパーファミコンなどの古い機種では、インターレース信号の片側のフィールドのみ走査し続ける「ノンインターレース方式」が採用されていたが、バーチャルコンソール版でも同じようにノンインターレース方式で走査される。ただし、ノンインターレース方式は正確にはNTSC信号の規格から外れる走査方式である（擬似NTSC信号と呼ばれることがある）。そのため、一部のパソコン用ビデオキャプチャなど、正常に処理できない機器が存在する（映像が乱れるなど）。
なお、WiiリモコンのHOMEボタンを押した際に表示されるHOMEボタンメニューや取扱説明書の映像は720x480の解像度、インターレース方式で走査される。そのため、ゲーム画面からHOMEボタンメニューの画面に切り替わるときや、HOMEボタンメニューからゲーム画面に切り替わるときのように、解像度と走査方式が切り替わる場面では黒画面が一瞬入る。
「プログレッシブ」に設定されている場合の解像度・走査方式
画面解像度はアップコンバート処理により720x480に引き上げられ、プログレッシブ方式で表示される。
バーチャルコンソールアーケードのソフトは、オプションでゲーム画面部分の大きさ・向きなどを変更することが可能。
アスペクト比
映像のアスペクト比は、バーチャルコンソールアーケードのソフトのみ4:3と16:9から選択可能であり、それ以外のソフトはWii本体のアスペクト比設定に関係なく4:3で表示される。
つまりテレビが4:3の場合は画面いっぱいに表示されるが、16:9の場合は4:3の領域より左右に黒帯（黒枠）が表示されるため、テレビが16:9の場合はピラーボックスとなる。

### 課金（料金体系）
Wiiのバーチャルコンソールの有料ソフト購入の支払いには、Wiiポイントを使用した。一度購入手続きを行いダウンロードしたソフトは、削除しても無料で再ダウンロードすることができる。

### 保存先
ダウンロードしたソフトは、Wii本体内蔵フラッシュメモリもしくはSDメモリーカード・SDHCメモリーカードに保存する。Wii本体内蔵フラッシュメモリに保存した場合はWiiメニュー、SDメモリーカード・SDHCメモリーカードに保存した場合はSDカードメニューから起動する。なお、SDメモリーカード・SDHCメモリーカードに保存したソフトを他のWii本体で使用することはできない。
Wii本体にゲームキューブ用メモリーカードを差し込むことはできるが、バーチャルコンソールソフトのデータ保存はできない。
購入したソフトおよびWiiショッピングチャンネルのアカウントは、故障した本体の修理・交換対応の場合を除き、他のWii本体に移行させることはできない。WiiからWii Uへの引っ越しによる移行は可能だが、Wii UからWiiへの移行はできない。

### コントローラ
使用するコントローラは、各プラットホームごとに対応・非対応が異なるが、
- Wiiリモコン（横持ち）
- Wiiリモコン + ヌンチャク
- クラシックコントローラ（PRO含む）
- ゲームキューブコントローラ（Wiiでのみ使用可能）
- USBキーボード

が使用可能である。
いずれもオリジナルのコントローラとは形状が異なるため、当時の操作性が完全に再現されているわけではないが、2008年にスーパーファミコンコントローラの復刻版がクラブニンテンドーの景品として配布されたほか、エクサーからはネオジオコントローラの復刻版が発売されている。復刻コントローラを参照。
バーチャルコンソールアーケードでは新たにヌンチャクにも対応したほか、ポインティングや傾き感知といったWiiリモコンおよびヌンチャクの機能を用いてアーケード版に近い（もしくはアーケード版にすらなかった）操作に対応したソフトもある。

#### コントローラ対応表
|                        | Wiiリモコン （プラス含む） | ヌンチャク | クラシックコントローラ （PRO含む） | ゲームキューブ コントローラ | USB キーボード |
| ---------------------- | -------------------------- | ---------- | ---------------------------------- | --------------------------- | -------------- |
| ファミリーコンピュータ | ○                          | ×          | ○                                  | ○                           | ×              |
| スーパーファミコン     | ×                          | ×          | ○                                  | ▲                           | ×              |
| NINTENDO 64            | ×                          | ×          | ○                                  | ○                           | ×              |
| マスターシステム       | ○                          | ×          | ○                                  | ○                           | ×              |
| メガドライブ           | ▲                          | ×          | ○                                  | ○                           | ×              |
| PCエンジン             | ▲                          | ×          | ○                                  | ○                           | ×              |
| NEOGEO                 | ▲                          | ×          | ○                                  | ○                           | ×              |
| MSX                    | ■                          | ×          | ■                                  | ■                           | ○              |
| アーケードゲーム       | ■                          | ■          | ■                                  | ■                           | ×              |

【記号凡例】
- ○：対応
- ×：非対応
- ▲：対応。ただし、ボタンの位置の関係でそのコントローラでは操作のしづらいソフトがある。
- ■：ソフトによって、対応する場合としない場合がある。各ソフトの説明書を参照。

#### ボタン対応表
MSXとバーチャルコンソールアーケードのソフトは、各々のソフトにより異なる。
ファミリーコンピュータ
|                | Wiiリモコン | クラシックコントローラ （PRO含む） | ゲームキューブコントローラ         |
| -------------- | ----------- | ---------------------------------- | ---------------------------------- |
| 十字ボタン     | 十字ボタン  | 十字ボタン・Lスティック            | 十字ボタン・コントロールスティック |
| A              | 2           | a・x                               | A･X                                |
| B              | 1           | b・y                               | B･Y                                |
| START          | +           | +                                  | START/PAUSE                        |
| SELECT         | -           | -                                  | Z                                  |
| llコンのA      | なし        | L・R                               | L・R                               |
| llコンのマイク | Bボタン     | Rスティック                        | Cスティック                        |

スーパーファミコン
|            | クラシックコントローラ （PRO含む） | ゲームキューブコントローラ         |
| ---------- | ---------------------------------- | ---------------------------------- |
| 十字ボタン | 十字ボタン・Lスティック            | 十字ボタン・コントロールスティック |
| A          | a                                  | A                                  |
| B          | b                                  | B                                  |
| X          | x                                  | X                                  |
| Y          | y                                  | Y                                  |
| L          | L                                  | L                                  |
| R          | R                                  | R                                  |
| START      | +                                  | START/PAUSE                        |
| SELECT     | -                                  | Z                                  |

NINTENDO64
下図は一例であり、各々のソフトにより若干異なる。
|                 | クラシックコントローラ （PRO含む） | ゲームキューブコントローラ |
| --------------- | ---------------------------------- | -------------------------- |
| 3Dスティック    | Lスティック                        | コントロールスティック     |
| 十字ボタン      | 十字ボタン                         | 十字ボタン                 |
| Aボタン         | a                                  | A                          |
| Bボタン         | b                                  | B                          |
| Cボタンユニット | Rスティック                        | Cスティック                |
| L               | 該当ボタンなし                     | 該当ボタンなし             |
| R               | R                                  | R                          |
| Z               | L                                  | L                          |
| START           | +                                  | START/PAUSE                |

メガドライブ
|            | Wiiリモコン | クラシックコントローラ （PRO含む） | ゲームキューブコントローラ         |
| ---------- | ----------- | ---------------------------------- | ---------------------------------- |
| 十字ボタン | 十字ボタン  | 十字ボタン・Lスティック            | 十字ボタン・コントロールスティック |
| A          | A           | y                                  | B                                  |
| B          | 1           | b                                  | A                                  |
| C          | 2           | a                                  | X                                  |
| START      | +           | +                                  | START/PAUSE                        |

PCエンジン
|            | Wiiリモコン | クラシックコントローラ （PRO含む） | ゲームキューブコントローラ         |
| ---------- | ----------- | ---------------------------------- | ---------------------------------- |
| 十字ボタン | 十字ボタン  | 十字ボタン・Lスティック            | 十字ボタン・コントロールスティック |
| I          | 2           | a                                  | A                                  |
| II         | 1           | b                                  | B                                  |
| I連射      | A           | x                                  | X                                  |
| II連射     | B           | y                                  | Y                                  |
| Run        | +           | +                                  | START/PAUSE                        |
| Select     | -           | -                                  | Z                                  |

NEOGEO
下図のボタン配置はNEOGEOCDと同一である。
※ゲームキューブコントローラ使用時、ネオジオ筐体（SC-19）と似たような配置になるので注意。
|            | Wiiリモコン | クラシックコントローラ （PRO含む） | ゲームキューブコントローラ         |
| ---------- | ----------- | ---------------------------------- | ---------------------------------- |
| 方向レバー | 十字ボタン  | 十字ボタン・Lスティック            | 十字ボタン・コントロールスティック |
| A          | 1           | b                                  | B                                  |
| B          | 2           | a                                  | A                                  |
| C          | A           | y                                  | X                                  |
| D          | B           | x                                  | Y                                  |
| START      | +           | +                                  | START/PAUSE                        |
| SELECT     | -           | -                                  | Z                                  |

マスターシステム
|            | Wiiリモコン | クラシックコントローラ （PRO含む） | ゲームキューブコントローラ         |
| ---------- | ----------- | ---------------------------------- | ---------------------------------- |
| 十字ボタン | 十字ボタン  | 十字ボタン・Lスティック            | 十字ボタン・コントロールスティック |
| 2          | 2           | a･y                                | X･B                                |
| 1          | 1           | b                                  | A                                  |
| 2連射      |             | L                                  | L                                  |
| 1連射      |             | R                                  | R                                  |
| PAUSE      | +           | +                                  | START/PAUSE                        |
| RAPID      | A+B         | ZL                                 | Z                                  |

連射ボタンはそのボタンを押しながら、2ボタンか1ボタンのボタンを押すと、押したボタンが連射するようになる。もう一度同じ方法でやると元に戻る。

### 取扱説明書
プレイ中にWiiリモコンのHOMEボタンを押し、メニューから「説明書」を選択することで、画面上でそのソフトの取扱説明書を確認できる。
なお、ファミコン・スーパーファミコン・NINTENDO64の配信済みおよび配信開始間近のタイトル（自社タイトル・サードパーティタイトル問わず）については、任天堂Wii紹介サイトの「バーチャルコンソール タイトルラインナップ」から行ける紹介ページでゲーム説明や操作方法を見ることができる。同様にPCエンジンのタイトルはハドソンの特設サイト、マスターシステムとメガドライブのタイトルはセガの特設サイト、NEOGEOのタイトルはSNKプレイモアの特設サイトでゲーム紹介・説明を見ることができる（リンク先は外部リンクに記載）。
一方、バーチャルコンソールアーケードについては各自のメーカーの特設サイトを設けているが、（現在配信中のタイトルでは）テクモは紹介ページを設けており、セガはマスターシステムとメガドライブ配信タイトルの特設サイトで一括して紹介している。バンダイナムコゲームスはスクリーンショットと（配信中タイトルについては）YouTubeのバンダイナムコゲームスチャンネルの該当タイトルの動画（およそ20〜40秒程度）へのリンクに留められていたが、2009年11月以降配信開始のゲームについては個別の紹介ページが設置されるようになり、2020年現在全配信タイトルに設置されている。

### 中断機能
プレイ中にWiiリモコンのHOMEボタンを押し、メニューから「Wiiメニューにもどる」を選択するとバーチャルコンソールのゲームを終了してWiiメニュー画面に戻るが、この際にプレイ中の状況が保存され、次回そのソフトを起動した時には中断した時点から再スタートすることができる。
バッテリーバックアップによるセーブ機能がないソフトやパスワード機能がある初期ファミコンソフトなど、長時間プレイしても電源を切ると最初からやり直しになるゲームも、この中断機能によって続きからプレイできるようになる。ただし、『ファイアーエムブレム』同様、中断データは各ゲームにつき1つだけ保持可能で、かつ次回起動時には必ず中断した状態から再スタートし、読み込まれた時点でデータは削除されるため、いわゆるセーブデータのように任意の状態から再スタートすることはできない。
中断機能を使用した後の起動時にはゲームタイトル画面以外の場面で復帰されることとなる。旧来のゲーム機のイメージからは違和感のあるこのような状況を回避するためには、次のいずれかの方法を用いる必要がある。
ゲーム開始時または終了時に「リセット」して、ゲームタイトル画面に戻る。
「リセット」することで初期状態からプレイを開始することが可能である。ただし、アーケード版『ぷよぷよ』『ぷよぷよ通』を除き、この方法ではゲーム起動時に毎回HOMEボタンメニューが表示されるという違和感を解消することはできない。
Wiiメニューに戻らずにWii本体またはWiiリモコンの「POWER」ボタンを押して電源を切る。
ゲーム開始時に以前の中断データが削除されることを利用した方法である。中断データが保存されるのは、HOMEボタンメニューから「Wiiメニューへ」を選択してゲームを終了したときである。そのため、この方法であれば中断データを保存しないで終了できる。
Wiiオプション内の「データ管理」で、セーブデータをWii本体からSDメモリーカード・SDHCメモリーカードに移動して、再びWii本体に戻す。
中断データをSDメモリーカード・SDHCメモリーカード（以下SDカード）にコピーできないことを利用した方法である。SDカードにセーブデータをコピー（または移動）すると、中断データを除いたセーブデータだけがSDカードに保存される。これをWii本体に戻せば、初回起動時は中断データのない状態で開始できる。ただし、『不思議のダンジョン2 風来のシレン』などゲームの進行に影響する一部のゲームはセーブデータをコピー不可となっていて、この方法は使えない。また、そもそもセーブ機能がないゲームについては、中断データを削除するだけでよい。
中断データによる再スタート時は、HOMEボタンメニューが開かれた状態でゲーム再開されるが、ゲーム自体の「ポーズ」と比べて解除が遅く、ゲーム本編に戻るタイミングが分かりづらいため、再開直後のミスを防ぐためには中断前にあらかじめゲーム内でポーズをかけておくなどユーザー側での対策を取る必要がある。
なお、NINTENDO64・NEOGEO・一部バーチャルコンソールアーケードのソフトは中断機能に対応していないため、再開時の挙動は実機での電源投入時と同じである。

### ソフト配信参入メーカー一覧
日本国内合計33社、日本国外合計2社が参入した（ソフト配信に参入したメーカーのうち、消滅したものは数に含めていない）。
- 合併・経営統合（スクウェア・エニックス、バンダイナムコエンターテインメント、タカラトミー、コーエーテクモゲームス、スパイク・チュンソフト）、旧会社からの権利譲渡（SNKプレイモア、アイレムソフトウェアエンジニアリング、コナミデジタルエンタテインメント、シティコネクション）などを含めず。
- 【】内は、各機種でソフトを過去にリリースしていた時の旧会社。なお、バーチャルコンソールの配信を当時旧会社が担当した場合も【】内に分類する。

日本国内製作会社
| - アイレムソフトウェアエンジニアリング【アイレム】 - アークシステムワークス【テクノスジャパン】【データイースト】 - アートディンク - アトラス - エクストリーム【メサイヤ】 - SNKプレイモア【SNK】【ADK】 - エンターブレイン【アスキー】【データイースト】 - 加賀クリエイト【ナグザット】 - カプコン - ケムコ【コトブキシステム】 - コーエーテクモゲームス【光栄】【テクモ】 - コナミデジタルエンタテインメント【コナミ】【ハドソン】【ナグザット】 - サンソフト【ヒューマン】 - Gモード【データイースト】 - シティコネクション【ジャレコ】 - スクウェア・エニックス【スクウェア】【エニックス】【クエスト】【タイトー】 | - スパイク・チュンソフト【チュンソフト】【ヒューマン】 - セガゲームス【セガ・エンタープライゼス】【サミー工業】 - タカラトミー【タカラ】【トミー】 - D4エンタープライズ【ボーステック】【コンパイル】 - Tozai Games【アイレム】 - ナツメアタリ【ナツメ】 - 日本ファルコム - 任天堂 - ネットファーム・コミュニケーションズ【デービーソフト】 - パオン・ディーピー【データイースト】 - ハムスター【日本物産】【UPL】 - ハル研究所 - バンダイナムコエンターテインメント【バンダイ】【ナムコ】【バンプレスト】 - ポニーキャニオン【ポニー】 - マーベラス【パック・イン・ビデオ】 - ユービーアイソフト【ブローダーバンド】 - ロケットカンパニー【イマジニア】 |

日本国外製作会社
| - Activision Blizzard【Activision】【Vivendi Games】 | - Interplay |

## ニンテンドー3DS版バーチャルコンソール

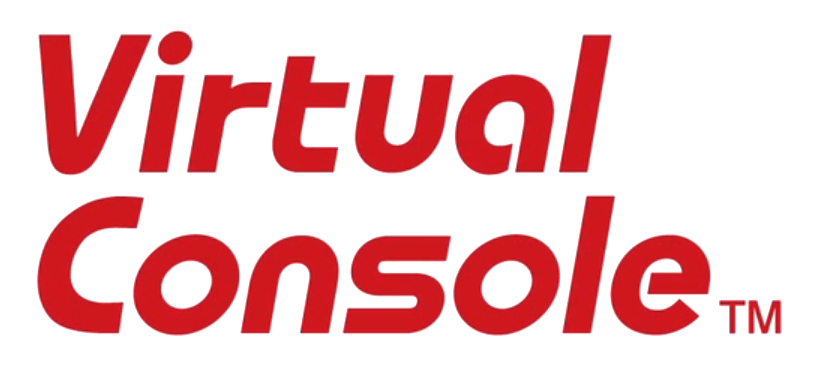
ニンテンドー3DS版バーチャルコンソールのロゴ

2010年9月29日に開催された「任天堂カンファレス 2010」で、ニンテンドーDSの新型ハードであるニンテンドー3DSでもバーチャルコンソールが提供されることが明らかになり、ニンテンドーeショップがサービス開始した2011年6月7日よりシステム開始。据置機で有るWiiではプレーできなかったゲームボーイソフトが携帯機で有る3DSではプレーできるようになった。同年12月22日よりファミリーコンピュータ用ソフト、2012年3月24日よりゲームギア用ソフト、2013年12月25日よりPCエンジン用ソフト、2016年3月4日よりスーパーファミコン用ソフトもラインナップに加わった。このほかにも、アンバサダー・プログラムの対象者にはゲームボーイアドバンス用ソフトも無償配信されたが、今後3DS用ソフトとして一般配信する予定はないとされている（詳細は別項）。
オリジナル版に近い解像度と残像を再現したモードや、プレイしている状況をまるごとセーブして何度でも再開できる「まるごとバックアップ」の機能がある。ゲームボーイ・ゲームボーイカラー用ソフトの通信機能は、『ポケットモンスター 赤・緑・青・ピカチュウ』、『ポケットモンスター 金・銀・クリスタル』を除いて非対応。ファミリーコンピュータ用ソフトは『アイスクライマー』の正式版（2012年7月4日配信）よりダウンロードプレイによる通信対戦に対応した。2人交代プレイのゲームは1台の3DSで1P・2Pをコントローラ切り替え機能で操作する仕様になっている。ゲームギア用ソフトは『コラムス』よりローカルプレイによる通信対戦に対応した。
ゲームボーイ用ソフトはすべてモノクロ画面、あるいは初代ゲームボーイ特有の液晶を再現した黄緑色の画面のみの表示となっており、スーパーゲームボーイやゲームボーイカラー・ゲームボーイアドバンスでプレイした際のカラー表示、および色の割り当てはできない。また、ポケットプリンタなどの周辺機器を用いた機能にも対応していない。
3DSのバーチャルコンソールソフトは1か月に数回程度で追加されており、主に水曜日に追加されていた。また、Wii版バーチャルコンソールとは違い、新しいソフトと配信予定日は基本的に水曜日に発表されるが、一部例外もある。
ホーム画面ではゲームボーイ、ゲームボーイカラー（ソフトは共通カートリッジに固定）、ゲームギア、ブラウン管テレビとファミコン（カセットは当時のソフトの色）、ディスクシステム本体、PCエンジン（初代）などが表示される。
2023年3月28日午前9時をもってニンテンドー3DSのニンテンドーeショップがサービス終了し、ダウンロードソフトの新規購入ができなくなった。

### 課金（料金体系）
3DSのバーチャルコンソールの有料ソフト購入の支払いには、ニンテンドープリペイドを使用する。
Wiiと同様に一度購入手続きを行いダウンロードしたソフトは、削除しても無料で再ダウンロードすることができる。ただし、ダウンロードしたソフトを引っ越し機能で別の3DSシリーズ本体に引っ越した場合はニンテンドーネットワークIDおよび、購入権利（ご利用記録、アンバサダー・プログラム）も引っ越し先に引き継ぐため、引っ越し元の3DSシリーズ本体は初期化され、その本体でソフトを再ダウンロードする場合は買い直す必要がある。

### 保存先
3DS本体にはバーチャルコンソール用の保存メモリが用意されていないため、ダウンロードしたソフトは、SDメモリーカード・SDHCメモリーカードに保存される。なお、SDメモリーカード・SDHCメモリーカードに保存したソフトを他の3DS本体で使用することはできないが、引っ越し機能で購入権利を別の3DS本体に引っ越しをすれば、引っ越した先の3DS本体でそのまま使用することができる。

### 取扱説明書
選んでいるソフトの下画面に表示されている「説明書」を選択することで、そのソフトの取扱説明書を確認できる。また、プレイ中にHOMEボタンを押して一時中断しても確認できる。
なお、任天堂ハードの配信済みのタイトル（自社タイトル・サードパーティタイトル問わず）については、任天堂の3DSのニンテンドーeショップの「バーチャルコンソール」にある紹介ページでゲーム説明や操作方法を見ることができる。閲覧はPDF閲覧機能のあるアプリケーションがあればパソコン・携帯情報端末（タブレット・スマートフォン・フィーチャーホンどれでも）で可能だが、3DSのインターネットブラウザーにはPDF閲覧アプリケーションがないためブラウザー上からは見られない。

### 中断機能
3DSの中断機能はWiiと同じ機能に加え、プレイしている状況をまるごとセーブして何度でも再開できる「まるごとバックアップ」の2つが用意されている（アンバサダーのゲームボーイアドバンスタイトル、『ポケットモンスター 赤・緑・青・ピカチュウ』、『ポケットモンスター 金・銀・クリスタル』は共に非対応）。それぞれの中断機能は以下の通りとなる。
一時中断
プレイ中にHOMEボタンを押し、遊んでいるソフトを選択しているときに下画面にある「おわる」を選択するとバーチャルコンソールのゲームを終了し、この際にプレイ中の状況が保存され、次回そのソフトを起動した時には中断した時点から再スタートすることができる。中断状況を保存せず、次回電源投入時の状態からプレイしたい場合は基本的に電源ボタン長押しで終了すればよいが、PCエンジンだけは同様の操作でも中断状況が自動で保存されてしまう。
この機能でバッテリーバックアップによるセーブ機能がないソフトやパスワード機能があるソフトは、長時間プレイしても電源を切ると最初からやり直しになるゲームも、この中断機能によって続きからプレイできるようになる。
まるごとバックアップ
3DSで追加された新しい中断機能。下画面全体に大きく表示されている枠をタッチする（PCエンジン、スーパーファミコンの場合は下画面のどこをタッチしてもよい）か、ゲームボーイ・ゲームボーイカラーではXボタン長押しすることで「VCメニュー」と呼ばれる画面が下画面に表示され、中断している状態で「まるごと保存」を選択することでプレイしている状況がそのまま保存され、保存したデータを「まるごと復元」を選択すれば保存した場面から何度でも再開できる。
この機能で何度でもやり直すことでゲームを進めやすくなり、快適にプレイできるようになるが、バッテリーバックアップによるセーブ機能のあるソフトなど、セーブデータのあるゲームは「まるごと保存」を実行すると、プレイしている状態でのセーブデータとして保存されるため、「まるごと保存」を実行せずにゲーム内で保存しても「まるごと復元」を実行してしまうと、最後に「まるごと保存」をしたセーブデータの状態に戻されてしまうので、保存の際は注意が必要である。
初回起動時ではほとんどのソフトが有効に設定されている。基本的に「VCメニュー」でR+スタート+Xボタンを同時に押すと「まるごとバックアップ」を有効と無効に設定することができるが、PCエンジンのみ有効で固定されており切り替えることはできない。

### おまけ機能
発売当時の雰囲気で遊ぶことができる機能などが用意されており、以下の通りとなる。
オリジナル版の解像度に変更
ゲームボーイ用ソフト、ゲームボーイカラー用ソフト、ゲームボーイアドバンス用ソフト、スーパーファミコン用ソフトで利用できる機能。
HOMEメニューで上記のタイトルのソフトを選択している状態で、スタートボタンかセレクトボタンを押しながらソフトを起動することで、画面が小さくなるが、3DS上画面の1ドットにオリジナル版の1ドット分を割り当てた、発売当時の解像度でプレイできる（スーパーファミコンのみ異なり、VCメニューで設定する）。
オリジナル版の解像度を変更するとゲーム画面の周囲の余白にそのハードに合わせた本体のフレームが追加され（ゲームボーイアドバンス用ソフト、スーパーファミコン用ソフトは黒枠のみ）、3D表示対応で画面の奥行きが見えるようになる（ただし、ゲーム画面は3D表示にならない）。
画面色を変更
ゲームボーイ用ソフトでのみ利用できる機能。
プレイ中にLボタンとRボタンを同時に押しながらYボタンを押すことで初代ゲームボーイの画面を再現したものになる。
初代ゲームボーイの画面を再現することで、色味が変わって残像が見えるようになる。
画面設定
ゲームギア、PCエンジン用ソフトでのみ利用できる機能。VCメニューの画面設定から選択する。
ゲームギアでは画面解像度を変更できる「画面モード」、本体の絵柄の色を決められる「本体カラー」、残像を再現できる「残像」、処理落ちなどを再現できる「パフォーマンス」の4つが用意されている。
画面モードは通常表示のノーマル、ワイド表示のフル、ゲームボーイとゲームボーイカラーと同じようにオリジナル版の解像度を再現したドットバイドットの3種類から選べる。ドットバイドットでは3D表示対応で画面の奥行きが見えるようになる（ただし、ゲーム画面は3D表示にならない）が、ゲーム画面の比率が実機の長方形と異なり正方形に近い形となる。これはゲームギアの液晶表示の仕様によるものであり、ドットバイドットで表示しない場合は実機と同じくゲーム画面は長方形に準じた比率となる。
本体カラーはドットバイドットで表示される本体の絵柄の色を選べる機能で、ブラック・ブルー・イエロー・レッドの4色から選べる。
残像はオリジナル版にあった残像描写を再現することができる機能である。
パフォーマンスは処理落ちなどの有無の選択であり、スペシャルでは処理落ちなどを一部改善して快適にゲームを遊べるもので、オリジナルではオリジナル版で発生した処理落ちなどを忠実に再現したものである。
PCエンジンでは画面スクリーンをスクリーンタイプA（ノーマルサイズ/4:3）、スクリーンタイプB（フルサイズ/5:3）、スクリーンタイプC（スクエアサイズ/1:1）から設定できる。
ボタン設定
ゲームギア、PCエンジン用ソフトでのみ利用できる機能。
ボタン配置を設定でき、お好みのボタン配置を選択できる。
ゲームギアでは1ボタンと2ボタンの配置に加え、VCメニューを表示するボタン、1ボタンと2ボタンそれぞれのボタンの連打を配置することができる。PCエンジンではIボタン・IIボタンやVCメニューを表示するボタンに加え、Iボタン・IIボタンの連射を配置できる（設定上では連射は弱/強の2段階で選べるが、実際は連射速度は同じである）。A・B・X・Y・L（ゲームギアのみ）・Rボタンに配置できる。

### ソフト配信参入メーカー一覧
2023年3月時点、日本国内合計24社（ソフト配信に参入したメーカーのうち、消滅したものは数に含めていない）。
- 合併・経営統合（バンダイナムコエンターテインメント、タカラトミー、コーエーテクモゲームス、スクウェア・エニックス）、旧会社からの権利譲渡（コナミデジタルエンタテインメント、シティコネクション）などを含めず。
- 【】内は、各機種でソフトを過去にリリースしていた時の旧会社。なお、バーチャルコンソールの配信を当時旧会社が担当した場合も【】内に分類する。

日本国内製作会社
| - アークシステムワークス【テクノスジャパン】【データイースト】 - アスク【アスク講談社】 - アルファドリーム - アトラス - エンターブレイン【アスキー】【データイースト】 - カプコン - 加賀電子【ナグザット】 - ケムコ【コトブキシステム】 - コーエーテクモゲームス【光栄】【テクモ】 - コナミデジタルエンタテインメント【コナミ】【ハドソン】【ナグザット】 - サンソフト - Gモード【データイースト】 | - シティコネクション【ジャレコ】 - シムス - スクウェア・エニックス【スクウェア】【エニックス】【クエスト】【タイトー】 - セガゲームス【セガ・エンタープライゼス】【サミー工業】【コンパイル】 - タカラトミー【タカラ】【トミー】 - Tozai Games【アイレム】 - 任天堂 - パオン・ディーピー【データイースト】 - ハムスター【日本物産】【UPL】 - ハル研究所 - バンダイナムコエンターテインメント【バンダイ】【ナムコ】【バンプレスト】 - ユービーアイソフト【ブローダーバンド】 |

## Wii U版バーチャルコンソール

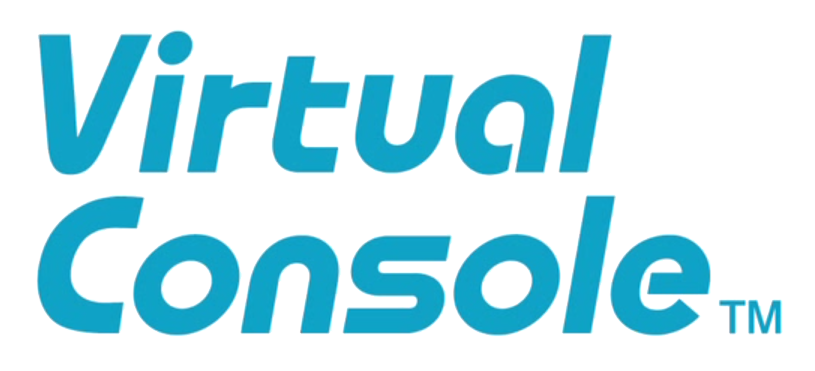
Wii U版バーチャルコンソールのロゴ

2013年4月17日よりWii U版バーチャルコンソールがシステム開始。同年12月25日よりPCエンジン用ソフトとMSX用ソフトが、2014年4月3日にゲームボーイアドバンス用ソフトが、2015年4月2日にNINTENDO 64用ソフトとニンテンドーDS用ソフトがそれぞれラインナップに加わった。3DSにあった「まるごとバックアップ機能」が搭載されているほか、各ソフト毎にボタン割り当ての設定ができるようになった。Wii U GamePadにはテレビ画面と同じ映像が出力されるため、GamePadのみでプレイすることも可能。
Miiverseでは通常のWii U用ソフトと同様に、ソフトごとにコミュニティが用意されていたが、アトラスとスクウェア・エニックスのソフトはスクリーンショットを貼ることができなかった。
ゲームボーイアドバンス用ソフトとニンテンドーDS用ソフトは通信機能には非対応となっている。
なお、2015年よりWiiの人気ディスクソフトのダウンロード版がWii Uのニンテンドーeショップで販売されているが、こちらはバーチャルコンソールではなくWii Uダウンロードソフトとして扱われている。
2023年3月28日午前9時をもってニンテンドー3DSと共にWii Uのニンテンドーeショップがサービス終了し、ダウンロードソフトの新規購入ができなくなった。

### 課金（料金体系）
Wii Uのバーチャルコンソールの有料ソフト購入の支払いには、ニンテンドープリペイドを使用する。ソフトの価格は機種ごとに概ね固定されているが、ソフトによっては若干上下することもある。
バーチャルコンソールは元のソフトとエミュレータ環境のセットが一つのソフトウェアとなっているため、Wii版バーチャルコンソールソフトとWii U版バーチャルコンソールソフトでは同一タイトルであっても別ソフト扱いとなる。ただし、Wiiからソフトとデータの引っ越しをしている場合、およびWii U本体のWiiメニューからWiiショッピングチャンネルでWii版バーチャルコンソールソフトを直接購入済みの場合、同一タイトルのWii U版バーチャルコンソールソフトを優待価格で購入可能。

### 解像度
NINTENDO64のソフトは、オリジナルが240p描画であったものでも480pで描画される。

### 保存先
ダウンロードしたソフトは、Wii U本体内蔵フラッシュメモリもしくはUSB記録メディアに保存する。

### コントローラ
使用するコントローラは、各プラットホーム毎に対応・非対応が異なるが、
- Wii U GamePad
- Wii U PROコントローラー
- Wiiリモコン (横持ち・縦持ち)
- クラシックコントローラ（PRO含む）
- USBキーボード

が使用可能である。

#### コントローラ対応表
|                        | Wii U GamePad | Wii U PROコントローラー | Wiiリモコン （プラス含む） | クラシックコントローラ （PRO含む） | USB キーボード |
| ---------------------- | ------------- | ----------------------- | -------------------------- | ---------------------------------- | -------------- |
| ファミリーコンピュータ | ○             | ○                       | ○                          | ○                                  | ×              |
| スーパーファミコン     | ○             | ○                       | ×※                         | ○                                  | ×              |
| NINTENDO 64            | ○             | ○                       | ×                          | ○                                  | ×              |
| ゲームボーイアドバンス | ○             | ○                       | ×※                         | ○                                  | ×              |
| ニンテンドーDS         | ○             | ×                       | ×                          | ×                                  | ×              |
| PCエンジン             | ○             | ○                       | ▲                          | ○                                  | ×              |
| MSX                    | ▲             | ■                       | ■                          | ■                                  | ○              |

【記号凡例】
- ○：対応
- ×：非対応
- ▲：対応。ただし、ボタンの位置の関係でそのコントローラでは操作のしづらいソフトがある。
- ■：ソフトによって、対応する場合としない場合がある。ニンテンドーeショップの各ソフトのページ、もしくは各ソフトの説明書を参照。
- ※：ソフト起動時にWiiリモコンの2ボタンを押し続けることで対応になるが、ボタンの位置の関係でWiiリモコンでは操作のしづらいソフトがある。

### ソフト配信参入メーカー一覧
2023年時点、日本国内合計21社。
- 合併・経営統合（バンダイナムコエンターテインメント、コーエーテクモゲームス、スクウェア・エニックス、スパイク・チュンソフト）、旧会社からの権利譲渡（コナミデジタルエンタテインメント、ロケットカンパニー、シティコネクション）などを含めず。
- 【】内は、各機種でソフトを過去にリリースしていたときの旧会社。

日本国内製作会社
- アークシステムワークス【テクノスジャパン】【データイースト】
- アトラス
- エクストリーム【メサイヤ】
- 加賀クリエイト【ナグザット】
- カプコン
- カルチャーブレーンエクセル【カルチャーブレーン】
- コーエーテクモゲームス【光栄】【テクモ】
- コナミデジタルエンタテインメント【コナミ】【ハドソン】【ナグザット】
- サンソフト【ヒューマン】
- シティコネクション【ジャレコ】
- スクウェア・エニックス【スクウェア】【エニックス】【クエスト】【タイトー】
- スパイク・チュンソフト【チュンソフト】【ヒューマン】
- セガゲームス【セガ】【サミー】
- Tozai Games【アイレム】
- 任天堂
- パオン・ディーピー【データイースト】
- ハムスター【日本物産】【UPL】
- ハル研究所
- バンダイナムコエンターテインメント【バンダイ】【ナムコ】【バンプレスト】
- ポケモン
- ロケットカンパニー【イマジニア】

### ファミコン生誕30周年記念 Wii U バーチャルコンソール 体験キャンペーン
2013年1月24日より「ファミコン生誕30周年記念 Wii U バーチャルコンソール 体験キャンペーン」として、以下のソフトが30日間限定・特別価格（30円）で配信された。キャンペーン初期のラインナップは正式サービス開始前の先行配信であったが、前述の機能も実装済み。『MOTHER2』以前の3本は先行配信終了後、サービス正式開始にあわせて通常価格で配信再開された。『夢の泉の物語』以降の4本は限定期間終了後、通常価格に切り替わった。
- バルーンファイト（1月24日 - 2月22日）
- ファイアーエムブレム 紋章の謎（2月20日 - 3月21日） - 日本国外ではF-ZEROが配信
- MOTHER2 ギーグの逆襲（3月20日 - 4月18日） - 日本国外ではPunch-Out!!が配信
- 星のカービィ 夢の泉の物語（4月17日 - 5月16日）
- スーパーメトロイド（5月15日 - 6月13日）
- ヨッシーのたまご（6月12日 - 7月11日）
- ドンキーコング（7月15日 - 8月13日）